# Wszebąd
Wszebąd, Świebąd, Siebąd – staropolskie imię męskie, złożone z członu Wsze- („wszystek, każdy, zawsze”) w różnych wersjach nagłosowych, oraz członu -bąd („być, istnieć, żyć”).
Wszebąd imieniny obchodzi 9 lipca.